# 學術研討會

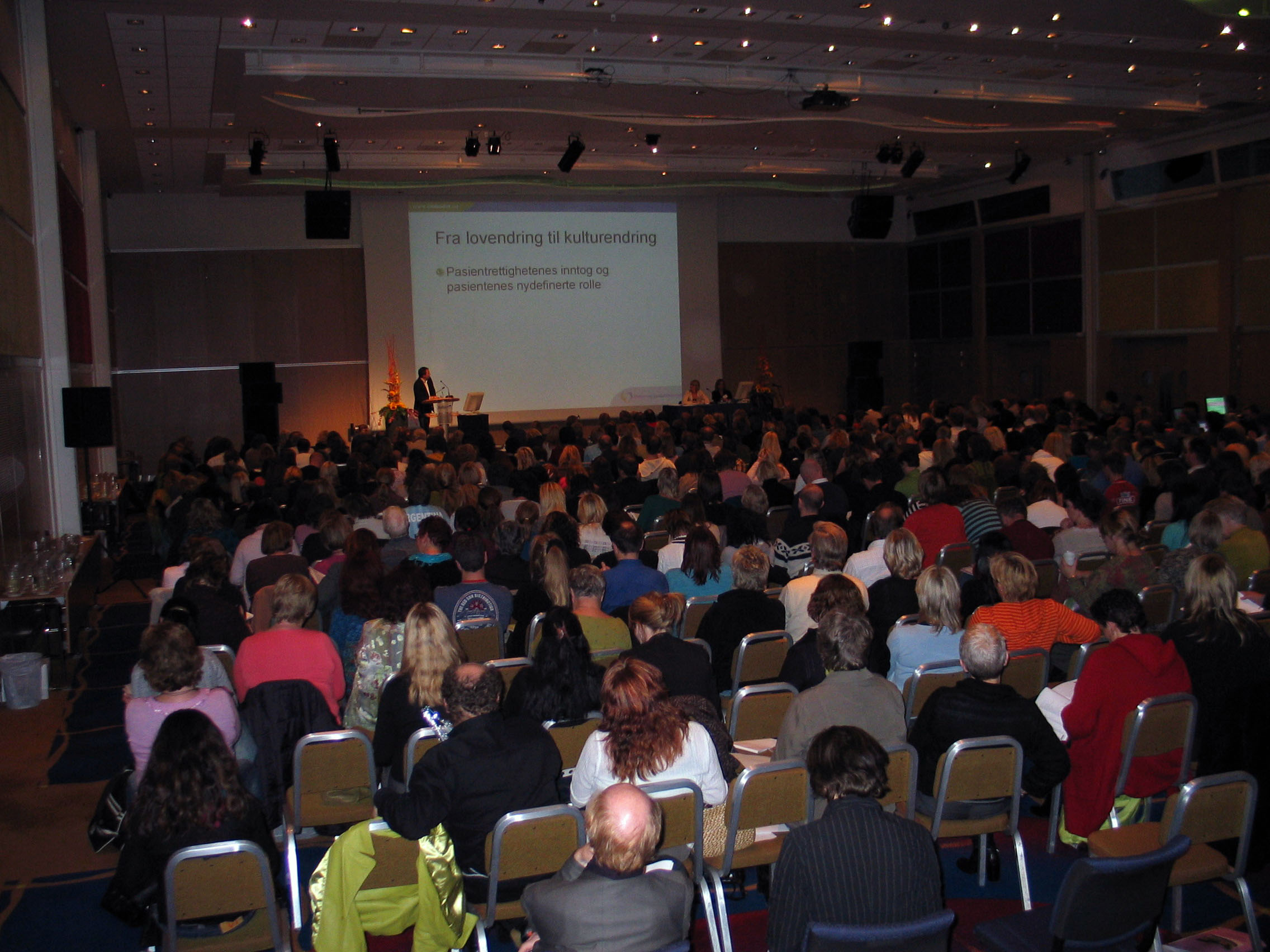
于挪威奥斯陆举行的药剂辅助复健研讨会。

学术会议是提供研究员发表、讨论其研究成果的会议，若有学术期刊、科学期刊的辅助，研讨会成为研究人员间信息交流相当重要的桥梁。学术会议通常会将提交的会议论文结集为出版。

## 研讨会概要
研讨会通常是由某一学会或是一群拥有同样研究兴趣的研究员组织开办的，较大型的会议可能会由专业研讨会组织代表某学会来办理。会议的成立首先会透过征求论文或是征求摘要来宣传，提供详细的会议主题以及递交论文或摘要的步骤。最近有越来越多的会议采用在线递交论文系统，如Community of Science（页面存档备份，存于）或是Oxford Abstracts（页面存档备份，存于）。研讨会通常要求欲发表人先递交其著作摘要或是12到15页的论文，接着由研讨会委员审核是否可以正式发表。基本上，发表人只有10至30分钟的时间（包含讨论的时间）来发表他们的著作，所以必须简单扼要的摘取重点；其著作也可能会以学术论文的形式发表在研讨会论文集裡。通常一个研讨会会有几位keynote speaker（通常是显赫的学者）发表演说，而这些学者也成为研讨会宣传的利器之一。小组讨论、圆桌会议或是工作坊也会包含在研讨会的议程里（工作坊会特别放在表演艺术的研讨会里）。大型的会议通常称为研讨会，而小型的称为工作坊，有时一个时段只有一个子会议，有时会有多个子会议分布在不同的演讲厅裡。研讨会会依据不同的会议主题，放入不同的社交或娱乐活动。如果是大型会议的话，学术出版社可能会举办提供折扣的书展。学术研讨主要有以下3大类：
- 主题式研讨会：讨论特定主题的小型研讨会。
- 普通研讨会：主题较大，子议题较多；经常是由区域性、全国性或国际性的学会定期主办。
- 专业研讨会：不受限学术的大型研讨会，但仍有与学术有关的议题。